# Hermann Maydell
Hermann Maydell (zm. w 1639 roku) – prezydent kolegium landratów powiatu piltyńskiego w latach 1623-1639, starosta piltyński, dworzanin Zygmunta III Wazy.
Syn Tönnisa.